# Sida acuta
Espèce
Sida acuta, le sida à feuilles aiguës, sida aigu, herbe dure ou herbe à balais, est une espèce de plantes dicotylédones de la famille des Malvaceae, sous-famille des Malvoideae, originaire d'Amérique centrale.
Ce sont des arbrisseaux vivaces à port dressé, très ramifiés à la base, pouvant atteindre 1,5 mètre de haut, à feuilles alternes lancéolées et à fleurs jaunes.
L'espèce, qui est capable de s'adapter à différents types d'habitats, s'est répandue dans toutes les régions tropicales du monde et est devenue une mauvaise herbe qui infeste de nombreuses cultures de céréales et de légumes, des plantations (théiers, caféiers, etc.), ainsi que des parcours de pâturage dans les biomes de type savane.

## Description

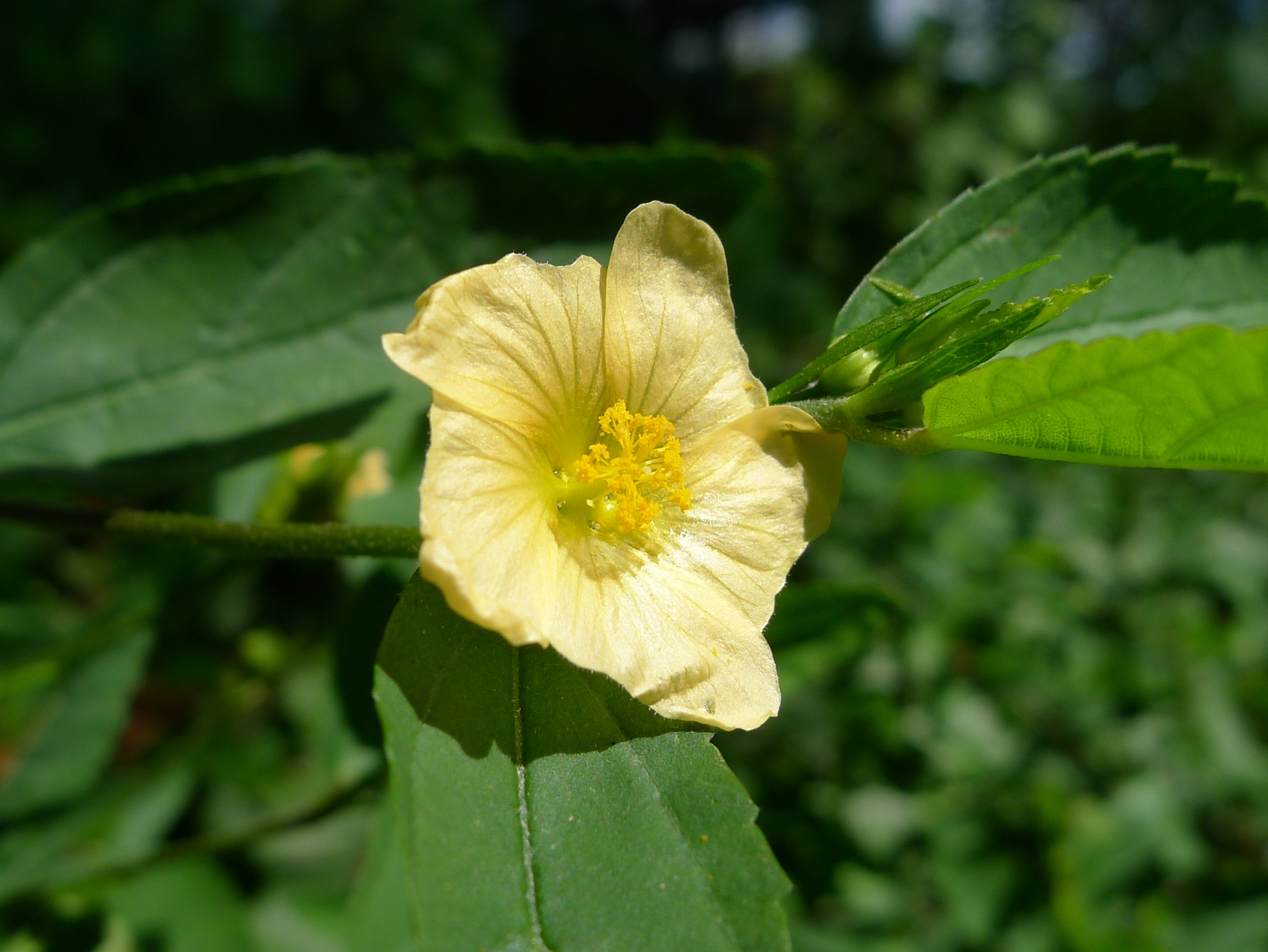
Fleur.

Sida acuta est une plante herbacée vivace ou un arbrisseau pouvant atteindre 1 à 2 mètres de haut, aux ramifications pileuses ou subglabres.
Les feuilles, généralement persistantes, sont disposées selon un mode distique. Elles présentent un pétiole de 4 à 6 mm de long, des stipules filiformes, souvent plus longues que le pétiole, et un limbe de 2 à 5 cm de long sur 4 à 10 mm de large, ovale, oblong, lancéolé ou linéaire-lancéolé,  à bords dentés, et à l'apex aigu ou acuminé.
Les fleurs solitaires ou groupées par paires, axillaires, sont portées par un pédicelle de 4 à 12 mm de long. Le calice, de 6 mm de long, est en forme de coupe peu profonde, et compte 5 lobes caudés. La corolle, de couleur jaune, plus rarement blanche ou jaune orangé, de 8 à 10 mm de diamètre est composée de pétales obovales, au sommet arrondi, de 6 à 7 mm de long.
Le fruit est un schizocarpe presque globuleux, à déhiscence apicale, formé de 6 (4 à 9) segments (méricarpes) tétraédriques, d'environ 3,5 mm, de long striés transversalement à la base, au sommet en forme de bec, prolongé par 2 arêtes, à déhiscence apicale.
La graine trigone, d'environ 2 mm de large, est glabre sauf autour du hile.

## Biologie
Sida acuta est une plante vivace, qui peut perdre ses parties aériennes (tiges et feuilles) en saison sèche tout en gardant vivantes ses racines, profondément enterrées, et produire de nouvelles tiges en saison des pluies.
La plante se propage uniquement par ses fruits épineux qui s’accrochent au pelage des animaux et à tout matériel fibreux. Les graines, très nombreuses, ont une dormance durant jusqu'à trois ans. Les graines restent viables après ingestion et excrétion par les herbivores.
La floraison intervient de l'hiver au printemps.

## Taxinomie

### Synonymes
Selon The Plant List (19 août 2019) : 
- Malvastrum carpinifolium (L. f.) A. Gray
- Malvinda carpinifolia (L.f.) Medik.
- Sida acuta subsp. acuta
- Sida acuta subsp. carpinifolia (L. f.) Waalkes[4]
- Sida acuta var. carpinifolia (L. f.) K. Schum.[4]
- Sida balbisiana DC.
- Sida carpinifolia L.f.
- Sida disticha Sessé & Moc.
- Sida frutescens Cav.
- Sida garckeana Pol.
- Sida lancea Gand.
- Sida planicaulis Cav.
- Sida scoparia Lour.
- Sida trivialis Macfad.
- Sida vogelii Hook. f.

### Liste des variétés et sous-espèces
Selon Tropicos (19 août 2019) (Attention liste brute contenant possiblement des synonymes) :
- sous-espèces :
  - Sida acuta subsp. acuta
  - Sida acuta subsp. carpinifolia (Medik.) Borss. Waalk.
- variétés :
  - Sida acuta var. acuta
  - Sida acuta var. carpinifolia (Medik.) K. Schum.
  - Sida acuta var. cuspidata A. Robyns
  - Sida acuta var. hispida K. Schum.
  - Sida acuta var. intermedia S.Y. Hu
  - Sida acuta var. madagascariensis Hochr.
  - Sida acuta var. obidensis Monteiro
  - Sida acuta var. stipulata (Cav.) K. Schum.

## Utilisation
Sida acuta est considérée comme une bonne source de fibres et comme un substitut du jute en Malaisie. Dans certaines régions, en particulier en Amérique du Sud, on l'utilise pour fabriquer des balais. Comparée à d'autres alternatives au maïs, comme la silphie perfoliée (Silphium perfoliatum) par exemple, elle présente un potentiel intéressant comme culture énergétique, mais avec les risques écologiques liés à son caractère invasif.
La plante est également considérée comme ayant des propriétés médicinales dans certaines régions d'Asie, d'Afrique et d'Amérique centrale. On l'utilise en médecine traditionnelle pour soigner de nombreuses affections, en particulier les infections, la fièvre, le paludisme, l'asthme, les maux de tête, la diarrhée, les maladies de peau, la dysenterie, la gonorrhée, les rhumatismes, la cataracte et les morsures de serpent. C'est une plante également considérée comme précieuse pour le traitement des maladies nerveuses et urinaires ainsi que des troubles du sang, de la bile et du foie.